# Les Trois Coupables
Pour plus de détails, voir Fiche technique et Distribution.
Les Trois Coupables (Three Sinners) est un film muet américain réalisé par Rowland V. Lee, sorti en 1928.

## Conservation
Les Trois Coupables est aujourd'hui considéré comme un film perdu.

## Fiche technique
- Titre : Les Trois Coupables
- Titre original : Three Sinners
- Réalisation : Rowland V. Lee
- Adaptation : Doris Anderson et Jean de Limur d'après la pièce Das zweite Leben de Rudolph Bernauer et Rudolf Österreicher
- Intertitres : Julian Johnson
- Producteur : Rowland V. Lee, Jesse L. Lasky producteur exécutif et Adolph Zukor producteur exécutif
- Société de production et de distribution : Paramount Pictures
- Photographie : Victor Milner
- Montage : Robert Bassler
- Pays d'origine : États-Unis
- Format : Noir et blanc - 35 mm - 1,37:1 - film muet
- Genre : Drame
- Dates de sortie :
  - États-Unis : 14 avril 1928

## Distribution
- Pola Negri : Baronne Gerda Wallentin
- Warner Baxter : James Harris
- Paul Lukas : Comte Dietrich Wallentin
- Olga Baclanova : Baronne Hilda Brings
- Anders Randolf : Comte Hellemuth Wallentin
- Tullio Carminati : Roul Stanislav
- Anton Vaverka : Valet du comte Dieetrich
- Ivy Harris : Comtesse Lilli
- William von Hardenburg : Prince von Scherson
- Robert Klein : Comte Bogumi Sdarschinsky
- Irving Bacon (non crédité)
- Delmer Daves (non crédité)